# Johan Lefstad
Johan Peter Lefstad (1870 – 1948) foi um patinador artístico norueguês. Lefstad conquistou a medalha de bronze no campeonato mundial em 1897 e a medalha de prata no campeonato europeu em 1898.

## Principais resultados
| Resultados                                            | Resultados    | Resultados      | Resultados      | Resultados      | Resultados        | Resultados       | Resultados      | Resultados      | Resultados    | Resultados      | Resultados    | Resultados    |
| Internacional                                         | Internacional | Internacional   | Internacional   | Internacional   | Internacional     | Internacional    | Internacional   | Internacional   | Internacional | Internacional   | Internacional | Internacional |
| Evento/Temporada                                      | 1892– 1893    | 1893– 1894      | 1894– 1895      | 1895– 1896      | 1896– 1897        | 1897– 1898       | 1898– 1899      | 1899– 1900      |               | 1903– 1904      |               |               |
| ----------------------------------------------------- | ------------- | --------------- | --------------- | --------------- | ----------------- | ---------------- | --------------- | --------------- | ------------- | --------------- | ------------- | ------------- |
| Campeonato Mundial                                    |               |                 |                 |                 | Medalha de bronze |                  |                 |                 |               |                 |               |               |
| Campeonato Europeu                                    | 8.º           |                 |                 |                 |                   | Medalha de prata |                 | 4.º             |               |                 |               |               |
| Nacional                                              |               |                 |                 |                 |                   |                  |                 |                 |               |                 |               |               |
| Campeonato Norueguês                                  |               | Medalha de ouro | Medalha de ouro | Medalha de ouro | Medalha de ouro   |                  | Medalha de ouro | Medalha de ouro |               | Medalha de ouro |               |               |
|                                                       |               |                 |                 |                 |                   |                  |                 |                 |               |                 |               |               |
| Legenda: Competição não foi disputada nesta temporada |               |                 |                 |                 |                   |                  |                 |                 |               |                 |               |               |